# ラトビアの国旗
ラトビアの国旗は、カーマイン・白・カーマイン色の二色旗で、1990年2月27日にソビエト連邦から独立時に再制定された。もともと1918年から1940年のソ連への併合時まで使用されていた。
この国旗のデザインは1280年前後に起こった戦争についてふれた古い文献「リヴォニア年代記（Rhyme Chronicle Of Livonia (Livländische Reimchronik)）」に登場し、大変古いものであることが分かっている。あるラトガレ部族長が瀕死の負傷を受け、白い布にくるまれた際、その布の両端が血で赤く染まった。この布が旗印として使われたという。この伝統に基づき1917年5月のラトビア美術家アンシス・チールリス(Ansis Cīrulis)に国旗がデザインされ、1921年6月15日のラトビア共和国制憲議会で制定された。
カーマイン色は「ラトビアン・レッド」とも言われる独特な色で、茶色と紫色の混ざったような色である。デザインはオーストリアの国旗とよく似ている。

?軍艦旗
軍艦用国籍旗
大統領旗
首相旗
議長旗
国防相旗
?現在の国旗（縦横比2:3の別タイプ）

## 国旗の変遷

?テッラ・マリアナの国章
?クールラント・ゼムガレン公国の国旗（1562年-1795年）
?イスコラト政権の旗（1917年-1918年）
?ラトビア社会主義ソビエト共和国の国旗（1918年-1920年）
?バルト連合公国の国旗(1918年)
1918年-1940年の国旗
?ラトビア・ソビエト社会主義共和国の国旗（1940年-1953年）
?ラトビア・ソビエト社会主義共和国の国旗（1953年-1990年）
?ラトビア・ソビエト社会主義共和国の国旗、裏面（1953年-1990年）